# Casa Coraggio

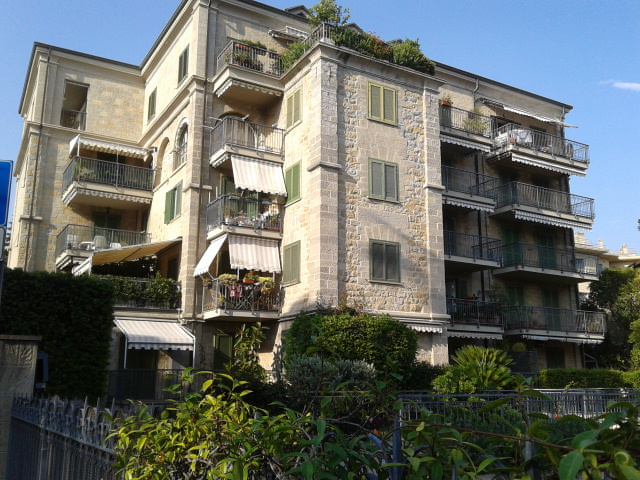
Vue extérieure de la Casa Coraggio

Casa Coraggio est un immeuble historique de la ville de Bordighera en Italie. L'imposant édifice en pierre fut construit au XIXe siècle, et il se trouve au 34 de la Via Vittorio Veneto.

## Historique

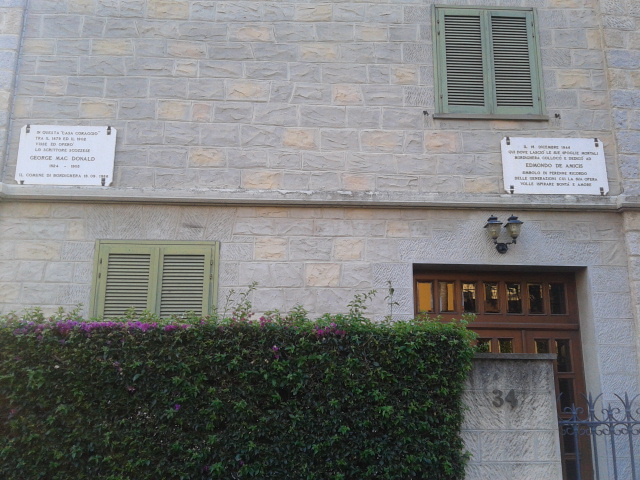
Casa Coraggio plaques commémoratives

De 1879 à 1902 il fut habité par l’écrivain écossais George MacDonald qui avait choisi Bordighera pour son climat très doux, et dans l’espoir qu’il soit profitable à ses filles, Lilith et Grace, malades de tuberculose. Dans le vaste salon, qui pouvait contenir environ deux cents personnes, il organisait des concerts, des spectacles et de nombreuses réunions littéraires le mercredi, créant ainsi un centre culturel qui fut ensuite appelé Casa Coraggio, du nom de la villa. Le nom provient de la devise de George MacDonald qui était "Corage!God men al", ce qui signifie "Courage, dieux résout tout". 
Après la mort de MacDonald, la maison fut vendue et transformée en hôtel, l’ Hôtel de la Reine où descendait régulièrement Edmondo De Amicis pendant la période hivernale. De Amicis y mourut le 11 mars 1908.
Après la fermeture de l’hôtel, la bâtisse fut reconvertie en immeuble à appartements.